# Branco e laranja francês
Branco e laranja francês[Nota] (em francês:  Chien Français Blanc et Orange), também chamada sabujo francês branco e laranja, é uma raça de cães farejadores distintos, que dão a impressão de rusticidade física. Usados como cães de caça, são bastante semelhantes aos branco e preto francês, embora tenham sido reconhecidos como raça quase 25 anos mais tarde. Fisicamente, são donos de caudas longas, pescoços eretos e bem longos e pelagem curta e fina. Entre suas peculiaridades está o fato dos machos terem o mesmo tamanho das fêmeas.